# Macao en los Juegos Paralímpicos de Atlanta 1996
Macao estuvo representado en los Juegos Paralímpicos de Atlanta 1996 por un deportista masculino. El equipo paralímpico no obtuvo ninguna medalla en estos Juegos.